# Déjate llevar (canción de Juan Magán)
«Déjate llevar» es una canción grabada por el cantautor español Juan Magán, lanzada como sencillo de su álbum de estudio, 4.0. En este sencillo colaboran la cantante mexicana Belinda, la novia del cantautor colombiano Manuel Turizo, el cantante dominicano Snova, y el DJ alemán B-Case.

## Antecedentes
Con anterioridad, Belinda y Juan Magán trabajaron a dueto en el tema "Te voy a esperar", que formó parte de la banda sonora de la cinta animada "Las aventuras de Tadeo Jones", y en el sencillo "Si no te quisiera", éste último en colaboración también con el rapero dominicano Lápiz Conciente.

### Composición
La letra de "Déjate llevar" narra la historia de un chico que le ofrece su amor y dedicación a una mujer que ha sido desafortunada en lo sentimental.  "Por las calles, hay un rumor, él no te da el amor que te mereces, te lo mereces, calmaré el dolor, yo te trataré mejor, si tú me dejas darte todo mi calor...", dice Juan Magán. En tanto que Belinda le responde: "Y ahora trata, trata de descontrolarme, suelta, suelta, pierde los modales... oh, sientes el subidón". Y es la parte del coro en la que los cuatro intérpretes unen sus voces: "Sólo quiere bailar sola, dejar lo malo atrás, ahora nadie te controla, no te haré daño jamás. Sólo quiere bailar sola, sé que te hicieron mal, seré el que te salve ahora, ven y 'Déjate Llevar'". Esta canción es una mezcla de sonidos que trasciende los ritmos latinos en una mezcla de pop, dance, rap, reggaetón, sonidos procedentes de Cuba, México, Colombia y República Dominicana.

## Video musical
El video fue dirigido por Alejandro Pérez, y fue grabado en La Habana, Cuba. El video se desarrolla en escenarios lluviosos de Cuba que contrastan con los vestuarios utilizados, además incluye a muchos bailarines quienes danzan al ritmo de la música, mientras las calles del lugar sufren del tráfico.

## Formatos
| Descarga digital |                 |          |  |
| N.º              | Título          | Duración |  |
| 1.               | «Déjate llevar» | 3:53     |  |

## Listas
| Lista (2017-2018)                     | Posición más alta |
| ------------------------------------- | ----------------- |
| España Top 50 Radio Musical           | 16                |
| España Top 100 Canciones              | 8                 |
| US Billboard Spain Digital Song Sales | 9                 |
| US Billboard Mexico Espanol Airplay   | 15                |
| Lista Anual (2018)                    | Posición más alta |
| España Top 100 Canciones              | 26                |

## Certificaciones
| País                                                       | Organismo certificador | Certificación | Ventas  |
| ---------------------------------------------------------- | ---------------------- | ------------- | ------- |
| México                                                     | AMPROFON               | Platino+oro   | 90 000‡ |
| España                                                     | PROMUSICAE             | 2×Platino     | 80 000‡ |
| ‡ Cifras de ventas basadas únicamente en la certificación. |                        |               |         |